# Шмаркач (Доктор Хаус)
«Шмаркач» (англ. The Jerk)  — двадцять третя серія третього сезону американського телесеріалу «Доктор Хаус». Прем'єра епізоду проходила на каналі FOX 15 травня 2007. Доктор Хаус і його команда мають врятувати огидного і безсердечного підлітка.

## Сюжет
Під час шахового турніру обдарований 16-річний хлопець нападає на свого супротивника по грі, після того як той програв йому. Після бійки Нейт починає кричати від болю в голові. При обстеженні Чейз розуміє, що хлопець незалежний і агресивний. Також його мама каже, що її син був вегетаріанцем, але недавно почав їсти м'ясо. Хаус думає, що проблема у судинах і назначає лікування стероїдами. Проте лікування нічого не дає, але Хаус продовжує думати, що у Нейта кластер. Він наказує нагодувати його грибами.
Після прийняття грибів у Нейта починаються галюцинації. Від виду Кемерон він збуджується і піднімає халат. Кемерон помічає, що у нього недорозвинені яєчка. Хаус думає, що проблема з гіпофізом і наказує зробити біопсію. Проте перед процедурою хлопець непритомніє і Чейз помічає, що у нього жовтяниця, яка вказує на відмову печінки. Хаус вважає, що у нього дефіцит орнітин-пранскарбомілазу через те, що він був вегетаріанцем. Чейз і Кемерон дають йому гамбургер, щоб перевірити чи підніметься у нього рівень аміаку. Проте його рівень в нормі. Тоді Хаус каже команді, щоб хлопця не годували. Через це ввечері у нього трапляється напад агресії, також до його сечі потрапляє кров. Після аналізу команда розуміє, що у Нейта відмовляють нирки. Форман думає, що у пацієнта генетична хвороба: фіброз печінки або дефіцит ацетилку-анзиму. Хаус наказує перевірити ДНК.
Аналіз ДНК показує синдром Келлі Сігмілера. Проте Кемерон знає, що при цьому синдромі у хворого повинні виникати напади агресії, які призводять до переломів і вивихів. Хаус хоче перевірити версію Чейза і влаштовує Нейту стрес, після якого в нього і повинен статися справжній напад агресії. Проте після гри в шахи з Хаусом замість нападу агресії у хлопця починаються судоми. Форман пропонує амілоїдоз, проте розлад особистості не підходить під цю хворобу. Тоді Хаус припирає цей симптом і виходить стандартний амілоїдоз. Кемерон починає пошуки донора, але Форман робить біопсію нерва і розуміє, що це не амілоїдоз. Проте Хаус наказує зробити біопсію іншого нерва. Тим часом Хаус згадує як Нейт тримав шахи і розуміє, що у нього гемахроматоз і через це він не міг нормально зігнути пальці.